# ميثوكسي بولي إيثيلين جلايكول-إيبويتين بيتا
ميثوكسي بولي إيثيلين جلايكول-إيبويتين بيتا (بالإنجليزية:  Methoxy polyethylene glycol-epoetin beta)‏ يعرف بأسماء تجارية مثل (Mircera) هو مركب كيميائي عبارة عن هرمون صناعي يشابه هرمون موجود في الجسم بشكل طبيعي يسمى  الإريثروبويتين ويستخدم كدواء منشط لمستقبلات الإريثروبويتين طويل المفعول يستخدم لعلاج مرضى فقر الدم المرتبط بأمراض الكلى المزمنة. يعتبر من أول العوامل المحفزة لتكوين كريات الدم الحمراء حيث تم اعتماده كيميائيًا (ESA). ويتم توفير (Mircera) في محاقن مملوءة مسبقًا للإعطاء عن طريق الوريد أو تحت الجلد. تمت الموافقة على استخدامة في أوروبا في يوليو 2007 من قبل المفوضية الأوروبية، وفي نوفمبر 2007 من قبل إدارة الغذاء والدواء الأمريكية لاستخدامها في الولايات المتحدة.